# Miss Global Beauty Queen 2011
Miss Global Beauty Queen 2011 foi a 13ª edição do concurso de beleza feminino internacional denominado Miss Global Beauty Queen, pela primeira vez realizado desde 2009.  Ocorrido pela primeira vez em um parque a céu aberto de Seul, na Coreia do Sul, participaram do evento quarenta e oito (48) candidatas de diversos países.  A última detentora do título, a tailandesa Vasana Wongbuntree passou a coroa para a grande vencedora do certame, a brasileira Mariana Notarângelo. 

## Resultados

### Colocações
| Posição                 | País e Candidata |
| Vencedora               | - Brasil - Mariana Notarângelo |
| 2º. Lugar               | - Coreia do Sul - Chung Hae-My |
| 3º. Lugar               | - Austrália - Danielle Byrnes |
| 4º. Lugar               | - Rússia - Natalia Chirkova |
| 5º. Lugar               | - África do Sul - Caylene Marais |
| (TOP 15) Semifinalistas | - Albânia - Nevina Shtylla - Bósnia e Herz. - Zvezdana Perendija - Canadá - Elishia Sahota - Estônia - Keisi Lokk - Grécia - Teodora Vranic - Índia - Supriya Shailja - Romênia - Maria-Lia Bledea - Sérvia - Jelena Vucic - Tailândia - Supharat Thai-Uea - Vietnã - Phan Thị Hương |

### Prêmios Especiais
O concurso distribuiu os seguintes prêmios este ano:
| Prêmio              | País e Candidata                |
| Miss Simpatia       | - Estônia - Keisi Lokk          |
| Miss Fotogenia      | - Albânia - Nevina Shtylla      |
| Miss Talento        | - Indonésia - Maya Permatasari  |
| Miss Popularidade   | - Vietnã - Phan Thị Hương       |
| Melhor Traje Típico | - Tailândia - Supharat Thai-Uea |

## Candidatas
Disputaram o título este ano:
| - África do Sul - Caylene Marais - Albânia - Nevina Shtylla - Alemanha - Mareen Wehner - Austrália - Danielle Byrnes - Áustria - Fruzsina Lázár - Bélgica - Thalisa Sinack - Bielorrússia - Hanna Maliboha - Bósnia e Herz. - Zvezdana Perendija - Brasil - Mariana Notarângelo - Bulgária - Kalina Stoyanova - Camarões - Marguerite Ekani - Canadá - Elishia Sahota - Cazaquistão - Marianna Grabovskaya - Colômbia - Jhoana Páez - Coreia do Sul - Chung Hae-My - Costa Rica - Paola Víquez | - Cuba - Liz Valdéz - Dinamarca - Michelle Dahl Andersen - Estados Unidos - Priscilla Ferrufino - Estônia - Keisi Lokk - França - Mathilde Forin - Grécia - Teodora Vranic - Holanda - Dian Biemans - Índia - Supriya Shailja - Indonésia - Maya Permatasari - Inglaterra - Sarah Mathers - Irlanda do Norte - Natasha Shafai - Japão - Shizuka Ikeda - Letônia - Annija Alvatere - Lituânia - Monika Secreckyte - Macedônia - Nadica Chaushevska - Malásia - Joelle Tan | - México - Yesénia Gamboa - Moldávia - Alexandrina Strajescu - Nepal - Shelina Moktan - Nova Zelândia - Ashleigh Allport - Polônia - Kinga Rojek - Quirguistão - Altynai Ismankulova - República Checa - Michaela Dihlová - Romênia - Maria-Lia Bledea - Rússia - Natalia Chirkova - Samoa - Helen Talipeau - Sérvia - Jelena Vucic - Singapura - Sharin Keong - Suécia - Isabella Dehner - Tailândia - Supharat Thai-Uea - Ucrânia - Tatyana Grabovych - Vietnã - Phan Thị Hương Giang |

## Histórico

### Desistências
- Argélia - Chahinez Snoussi

- China - Li Jing

- Escócia - Kimberly Marie

- Filipinas - Emma May Tiglao

- Guiana - Ramatoulaye Barry

- Luxemburgo - Stéphanie Ribeiro

- Mongólia - Buyankhishig Unurbayar

- Quênia - Diana Nekoye

### Estatísticas
Candidatas por continente:
- Europa: 25. (Cerca de 52% do total de candidatas)
- Ásia: 11. (Cerca de 23% do total de candidatas)
- Américas: 7. (Cerca de 15% do total de candidatas)
- Oceania: 3. (Cerca de 6% do total de candidatas)
- África: 2. (Cerca de 4% do total de candidatas)